# Малајешти (Васлуј)
Малајешти (рум. Mălăiești) насеље је у Румунији у округу Васлуј у општини Вуткани. Oпштина се налази на надморској висини од 129 m.

## Становништво
Према подацима из 2002. године у насељу је живело 430 становника, од којих су сви румунске националности.